# Natalie Dessay
Natalie Dessay (nascuda Nathalie Dessaix, Lió, 19 d'abril de 1965) és una soprano coloratura francesa.
En la seva joventut, volia ser ballarina de ballet, després, actriu. Va descobrir el seu talent com a cantant quan prenia classes d'actuació. Per tant, va decidir dedicar-se al cant i es va enfocar en la música. Va ser animada a treballar la seva veu en el Conservatori Nacional Regional de Bordeus, i va obtenir experiència com corista a Tolosa.
Al concurs "Les Noves Veus", de France Télécom, va guanyar el primer premi, seguit per un any d'estudi a l'Escola d'Art Líric de l'Òpera de París, on va cantar Elisa a Il re pastore de Mozart. També participà en la Concurs Internacional Mozart a l'Òpera Estatal de Viena, guanyant el primer premi.
Ràpidament s'anà presentant en diversos teatres cantant Blondchen (de El rapte en el serrall), Madame Herz (de Der Schauspieldirektor), Zerbinetta (de Ariadne auf Naxos) i Zaide, a l'Òpera Nacional de Lió i en l'Òpera de la Bastilla, així com Adele (de Die Fledermaus) a Ginebra.

## La seva carrera
El primer rol com a solista va ser Barbarina de Les noces de Fígaro a Marsella, el maig de 1989. L'abril i maig de 1992 va interpretar el rol d'Olympia de Els contes de Hoffmann amb José van Dam a l'Òpera de la Bastilla. La producció de Roman Polanski no va ser ben rebuda, però va ser el primer pas al camí de la fama per a Natalie Dessay. De totes maneres, aviat va participar en una altra presentació de l'obra, passant al voltant de 10 anys quan va tornar a l'Òpera de la Bastilla amb aquest mateix rol.
Poc després, el 1993, s'uneix a l'Òpera Estatal de Viena, per un any. El desembre d'aquell any, reemplaça Cheryl Studer en un dels tres rols protagonistes femenins de Hoffmann. A l'Olympia rep l'aclamació del públic vienès i lloances de Plácido Domingo. L'octubre de 1994 debuta al Metropolitan Opera de Nova York, interpretant el rol de Fiakermilli d'Arabella de Richard Strauss, tornant el setembre de 1997 com Zerbinetta i el febrer de 1998 com Olympia. A l'Opéra-comique, interpreta el seu primer Lakmé, el febrer de 1995. En aquesta època refusa a abordar rols una mica més dramàtics (que requereixen potència en el greu). Refusa també a cantar opereta.
La Staatsoper li ofereix dues òperes: Die schweigsame Frau de Strauss i Lulú d'Alban Berg. Dessay declina la segona, argumentant que li era difícil, i reconeix que la primera va ser dura per aprendre. En el festival d'Ais de Provença Natalie Dessay realitza la seva primera interpretació de la Reina de la Nit de La flauta màgica, paper que interpretarà durant diversos anys. Blondchen de El rapte en el serrall i Zerbinetta de Ariadne auf Naxos es convertiren en els seus rols més coneguts i més interpretats. També es destaquen en el seu repertori: Eurídice (d'Orfeu als inferns), Ophélie (de Hamlet) i Amina (de La sonnambula).

## Operació de les cordes
Durant la temporada 2000/2001 a Viena comença a experimentar dificultats vocals i ha de ser reemplaçada en la majoria de les presentacions de La sonnambula. Per tant, es veu forçada a cancel·lar les nombroses presentacions que tenia programades. Es va retirar dels escenaris i s'operà una de les seves cordes vocals el juliol de 2002. El febrer de 2003 reprèn les presentacions en viu en un concert a París i l'octubre fa un Hamlet al Liceu. Després, ha de tornar a cancel·lar els seus compromisos i se sotmet a una nova cirurgia. Finalment reprèn la seva activitat a mitjan 2005.

## Canvi de rols
Natalie Dessay, després d'aquest període, replanteja la seva carrera i decideix fer un canvi de rumb en el seu repertori, que estava enfocat en les seves notes més altes, i es bolca a un repertori més líric, que considera rols més interessant, com: Lucia di Lammermoor, Julieta (de Romeu i Julieta), Mélisande (de Pelléas et Mélisande), Manon i Pamina (de La flauta màgica).
La temporada 2006-2007 va incloure Lucia di Lammermoor i La sonnambula a París. La Fille du régiment a Londres i Viena, i Manon a Barcelona. Va obrir la temporada 2007-2008 interpretant Lucia di Lammermoor en el Met i repetint La Fille du régiment i una polèmica producció de La sonnambula amb Juan Diego Florez.
L'estiu de 2009 va cantar per primera vegada Violetta Valéry de La traviata a la Santa Fe Opera.
Està casada amb el baríton Laurent Naouri amb qui té dos fills. La família viu a La Varenne-Saint-Hilaire (Val-de-Marne).